# تئو کلکنر
تئو کلکنر (انگلیسی: Theo Klöckner؛ زادهٔ ۱۹ اکتبر ۱۹۳۴) بازیکن فوتبال اهل آلمان است.
از باشگاه‌هایی که در آن بازی کرده‌است می‌توان به باشگاه ورزشی وردر برمن و باشگاه فوتبال شوارتز-وایس اسن اشاره کرد.
وی همچنین در تیم ملی فوتبال آلمان بازی کرده‌است.